# Dover (Missouri)
Dover és una població dels Estats Units a l'estat de Missouri. Segons el cens del 2000 tenia 108 habitants.

## Demografia
Segons el cens del 2000, Dover tenia 108 habitants, 48 habitatges, i 27 famílies. La densitat de població era de 219,5 habitants per km².
Dels 48 habitatges en un 25% hi vivien nens de menys de 18 anys, en un 47,9% hi vivien parelles casades, en un 6,3% dones solteres, i en un 43,8% no eren unitats familiars. En el 39,6% dels habitatges hi vivien persones soles el 22,9% de les quals corresponia a persones de 65 anys o més que vivien soles. El nombre mitjà de persones vivint en cada habitatge era de 2,25 i el nombre mitjà de persones que vivien en cada família era de 3,07.
Per edats la població es repartia de la següent manera: un 21,3% tenia menys de 18 anys, un 5,6% entre 18 i 24, un 25,9% entre 25 i 44, un 30,6% de 45 a 60 i un 16,7% 65 anys o més.
L'edat mediana era de 44 anys. Per cada 100 dones de 18 o més anys hi havia 88,9 homes.
La renda mediana per habitatge era de 39.688 $ i la renda mediana per família de 50.313 $. Els homes tenien una renda mediana de 27.813 $ mentre que les dones 22.083 $. La renda per capita de la població era de 40.768 $. Cap de les famílies estaven per davall del llindar de pobresa.

## Poblacions properes
El següent diagrama mostra les poblacions més properes.